# Cycas bifida
Cycas bifida é uma espécie de cicadófita do género Cycas da família Cycadaceae, nativa do sul de Guangxi e leste de Yunnan, na China, e do norte do Vietname. Segundo dados de 2010, a população tende a descrescer.